# Gmina Wilamowice
Die Gmina Wilamowice ist eine Stadt-und-Land-Gemeinde im Powiat Bielski der Woiwodschaft Schlesien in Polen. Ihr Sitz ist die gleichnamige Stadt (deutsch Wilmesau) mit etwa 3100 Einwohnern.

## Geographie

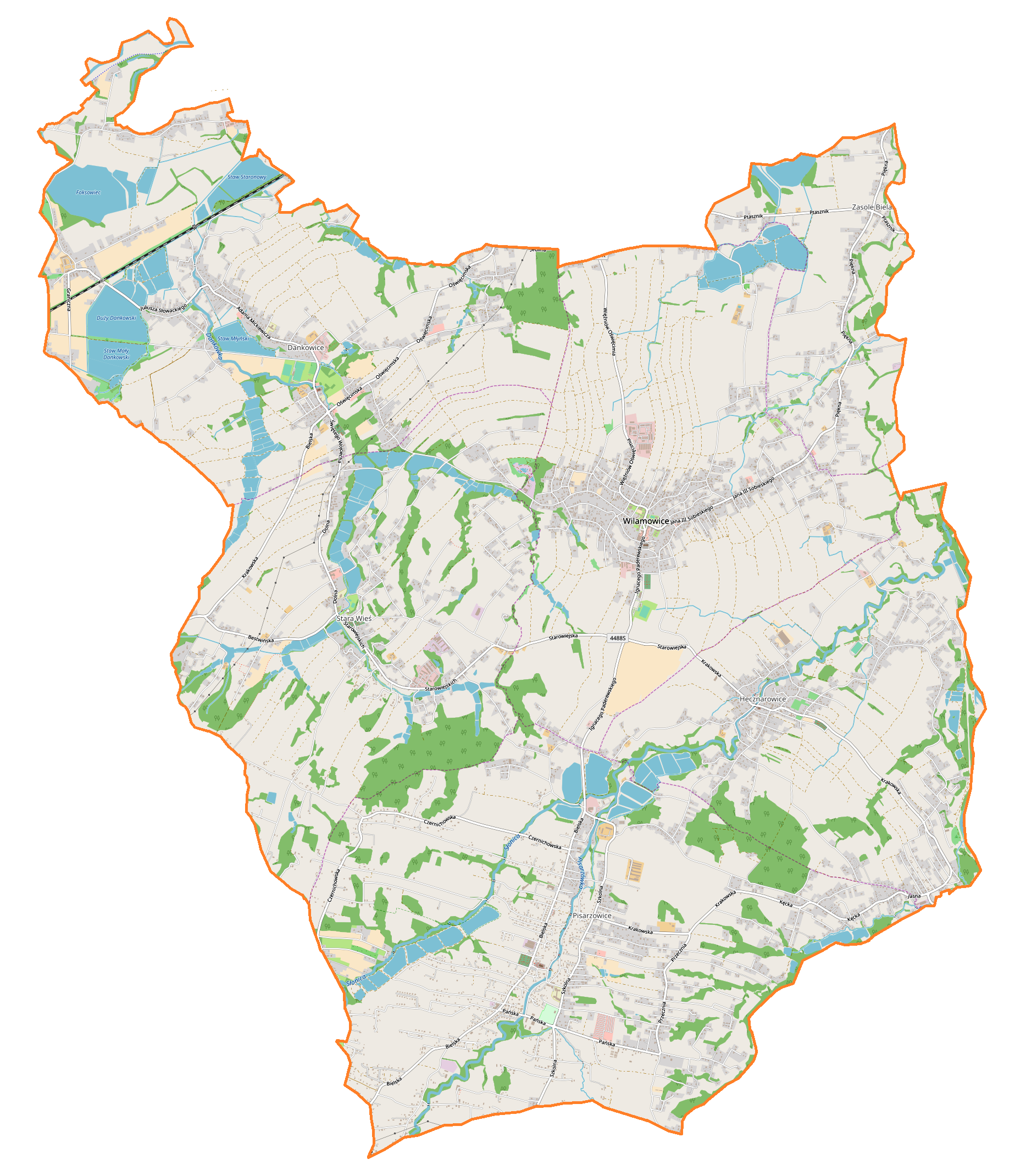
Karte der Gemeinde

Die Gemeinde liegt im Südosten der Woiwodschaft und grenzt im Norden, Osten und Südosten an die Woiwodschaft Kleinpolen. Nachbargemeinden sind in Kleinpolen Brzeszcze im Norden, Kęty im Osten und Südosten sowie in der Woiwodschaft Schlesien Kozy im Süden, die Kreisstadt Bielsko-Biała (Bielitz-Biala) im Südwesten, Bestwina im Westen und Miedźna im Nordwesten. Katowice (Kattowitz) liegt etwa 40 Kilometer nordwestlich und Oświęcim (Auschwitz) zehn Kilometer nördlich.
Die Landschaft gehört zum südöstlichen Teil des Auschwitzer Beckens.

## Geschichte
Die Stadtgemeinde gehörte von 1934 bis 1950 zum Powiat Bialski und 1951 zum Powiat Oświęcimski. Von 1945 bis 1975 gehörte das Gebiet zur Woiwodschaft Krakau und anschließend bis 1998 zur Woiwodschaft Bielsko-Biała. Die Landgemeinde wurde 1973 aus verschiedenen Gromadas gebildet. Stadt- und Landgemeinde wurden 1990/1991 zur Stadt-und-Land-Gemeinde vereinigt. Im Januar 1999 kam diese zum Powiat Bielski und zur Woiwodschaft Schlesien.

## Gliederung
Die Stadt-und-Land-Gemeinde (gmina miejsko-wiejska) Wilamowice besteht aus der Stadt selbst und fünf Dörfern mit einem Schulzenamt (solectwo):
- Dankowice (Denkendorf)
- Hecznarowice (Hetschnarowitz)
- Pisarzowice (Schreibersdorf)
- Stara Wieś (Altdorf; auch Wilmesdorf)
- Zasole Bielańskie

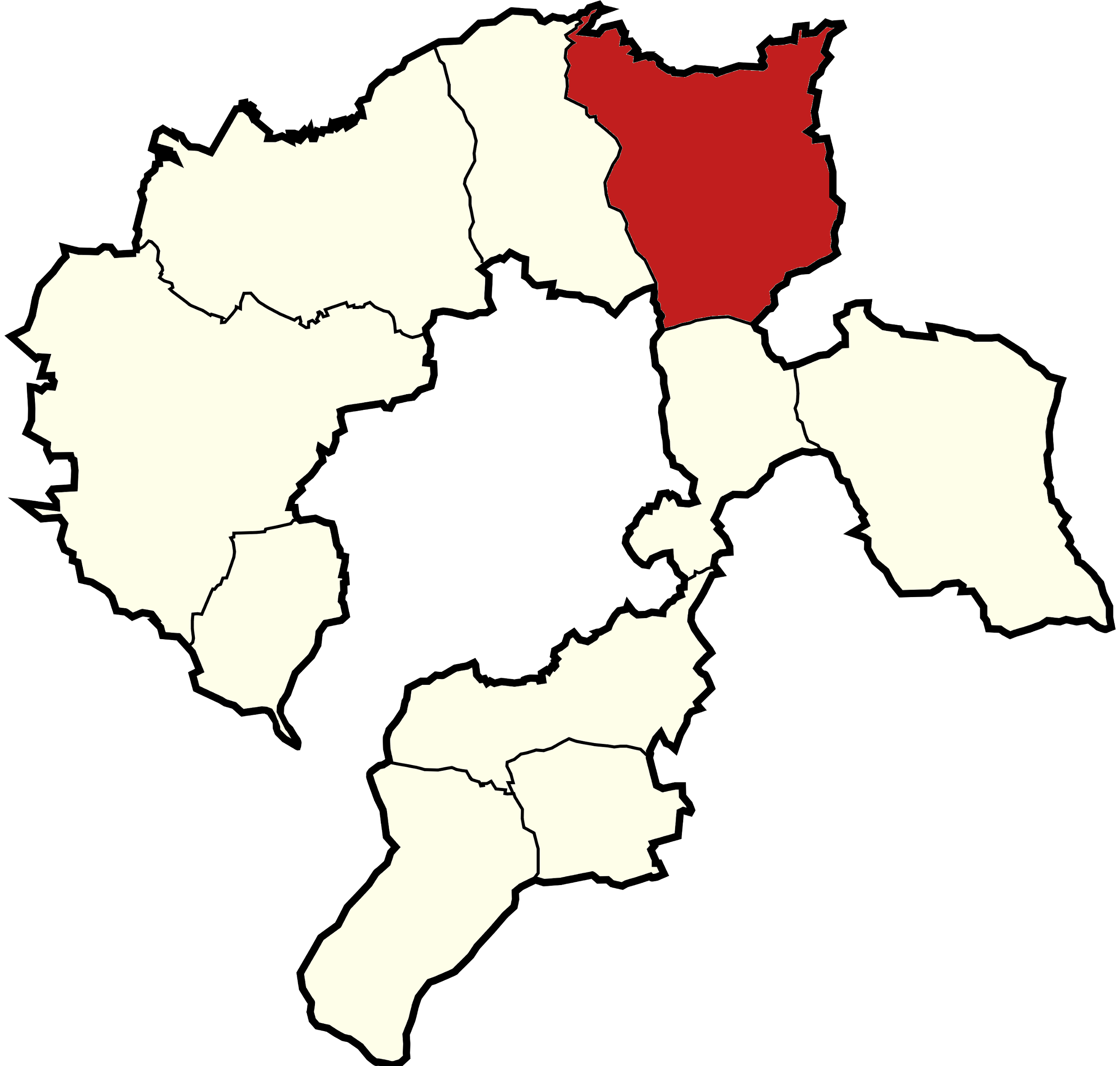
Die Gemeinde im Powiat Bielski

## Politik

### Bürgermeister
An der Spitze der Verwaltung steht der Bürgermeister. Bisher war dies Marian Bronisław Trela, der 2024 nicht mehr antrat. Die turnusmäßige Wahl im April 2024 brachte folgendes Ergebnis:
- Kazimierz Cebrat (Wahlkomitee „Tradition – Bildung – Zukunft“) 32,2 % der Stimmen
- Karol Chmielewski (Wahlkomitee „Unsere Gemeinde – Unsere Heimat“) 24,7 % der Stimmen
- Maciej Derbin (Wahlkomitee „Gemeinsam für die Einwohner der Gemeinde Wilamowice“) 17,4 % der Stimmen
- Marek Jekiełek (Wahlkomitee „Aktiv und Verantwortungsvoll“) 11,0 % der Stimmen
- Michał Stafiński (Prawo i Sprawiedliwość) 9,0 % der Stimmen
- Tadeusz Laś (Wahlkomitee „Ehrlichkeit – Würde – Verantwortung“) 5,7 % der Stimmen

In der damit notwendigen Stichwahl wurde Kazimierz Cebrat mit 59,7 % der Stimmen gegen Chmielewski zum neuen Bürgermeister gewählt.
Bei der turnusmäßigen Wahl im Oktober 2018 trat lediglich Amtsinhaber Marian Bronisław Trela an und wurde mit 75,4 % der Stimmen wiedergewählt.

### Stadtrat
Der Stadtrat von Wilamowice besteht aus 15 Mitgliedern, die in Einpersonenwahlkreisen gewählt werden. Die Wahl 2024 führte zu folgendem Ergebnis:
- Wahlkomitee „Tradition – Bildung – Zukunft“ 25,4 % der Stimmen, 8 Sitze
- Wahlkomitee „Gemeinsam für die Einwohner der Gemeinde Wilamowice“ 23,1 % der Stimmen, 3 Sitze
- Wahlkomitee „Ehrlichkeit – Würde – Verantwortung“ 14,3 % der Stimmen, kein Sitz
- Wahlkomitee „Unsere Gemeinde – Unsere Heimat“ 13,1 % der Stimmen, 1 Sitz
- Wahlkomitee „Aktiv und Verantwortungsvoll“ 12,2 % der Stimmen, 1 Sitz
- Prawo i Sprawiedliwość (PiS) 11,0 % der Stimmen, 2 Sitze
- Übrige 0,8 % der Stimmen, kein Sitz

Die Wahl 2018 führte zu folgendem Ergebnis:
- Wahlkomitee „Überparteilich – Familie Recht Gemeinschaft“  48,7 % der Stimmen, 9 Sitze
- Prawo i Sprawiedliwość (PiS) 29,7 % der Stimmen, 3 Sitze
- Wahlkomitee „Für die Entwicklung unserer kleinen Heimat“ 19,0 % der Stimmen, 3 Sitze
- Übrige 2,6 % der Stimmen, kein Sitz

## Verkehr
Bisher ist die Gmina Wilamowice nicht an das polnische Schnellstraßensystem angebunden. Es befindet sich jedoch eine Verlängerung der Droga ekspresowa S1 im Bau, die bis 2025 eine Anschlussstelle im Dankowice erhalten soll. In Donkowice befindet sich auch ein Haltepunkt der Bahnstrecke Trzebinia–Zebrzydowice.